# Arthur Werner
Arthur Werner (ur. 15 kwietnia 1877, zm. 27 lipca 1967) – niemiecki inżynier, pierwszy burmistrz Berlina po II wojnie światowej, sprawował tę funkcję w latach 1945–1947.